# Eupithecia albipunctata
Eupithecia albipunctata là một loài bướm đêm trong họ Geometridae.